# Giovanni Maria Bottalla
Giovanni Maria Bottalla (Savona, 1613 – Milano, 1644) è stato un pittore italiano, noto anche come il Raffaellino.

## Biografia

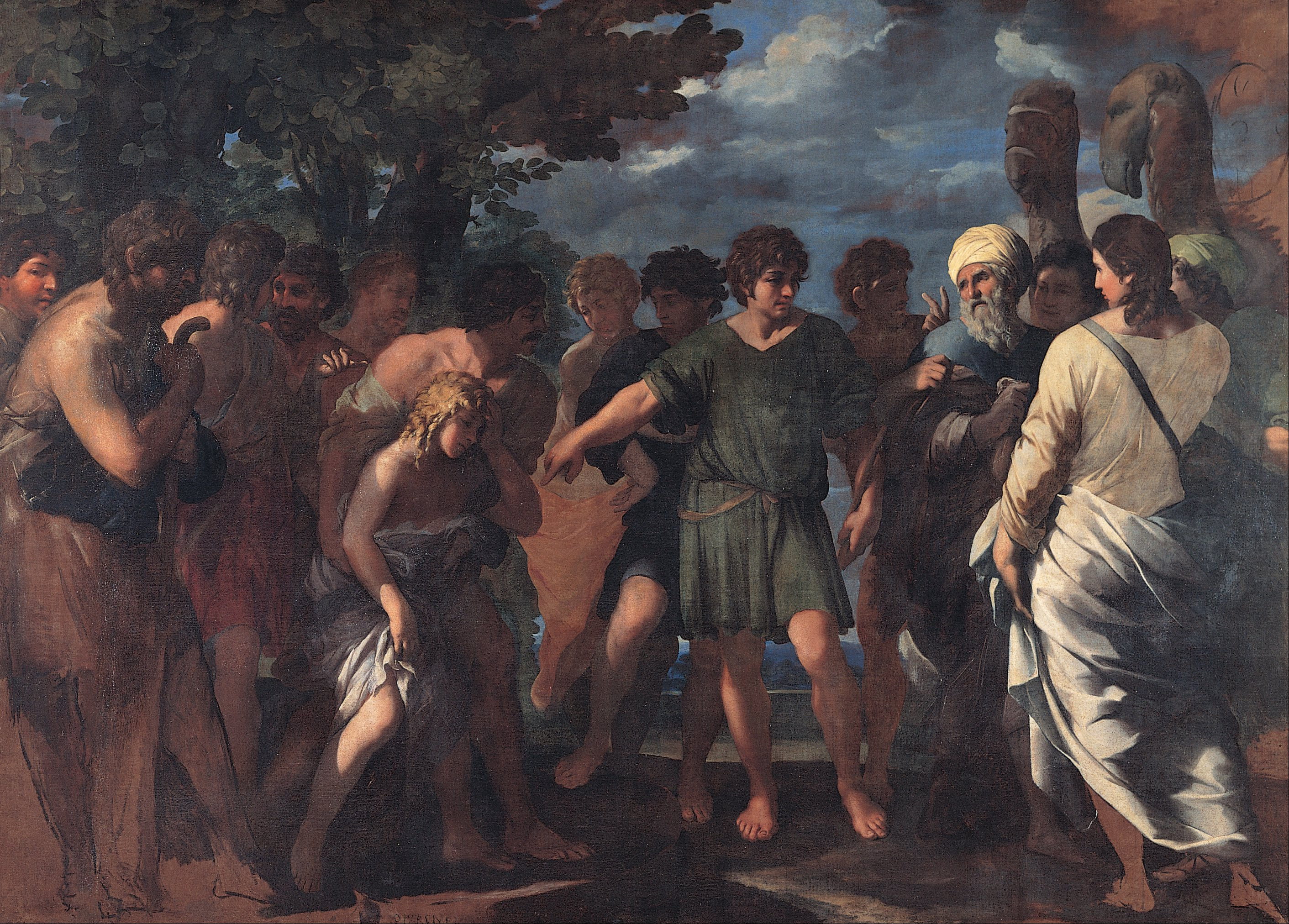
Giuseppe venduto dai suoi fratelli, Musei capitolini, Roma

Giunse prima del 1630 a Roma, dove tramite i marchesi Sacchetti entrò a far parte della bottega di Pietro da Cortona, collaborando agli affreschi della villa di Castel Fusano e forse nelle parti monocromate della volta Barberini. Tutte le fonti attestano le notevoli doti del giovanissimo artista, cui fu attribuito il soprannome di Raffaellino.
Dai non molti suoi dipinti che ci sono pervenuti, tra i quali Incontro di Esaù e Giacobbe del 1638 e Giuseppe venduto dai fratelli del 1640, entrambi ai Musei capitolini di Roma, Decaulione e Pirra ora a Rio de Janeiro, eseguito al suo ritorno a Genova verso l'inizio degli anni '50 del XVII secolo, e i fantastici affreschi con Sirene, satiri, ninfe e scene mitologiche di palazzo Negrone, di Genova, terminati da Gioacchino Assereto dopo la sua precoce morte, il Bottalla è stato definito un Cortonesco riformato con qualche affinità con il modi di Giovanni Francesco Romanelli.
Fu sensibile anche all'influsso di Pietro Testa, cui il Giuseppe venduto è stato infatti attribuito prima del recente ritrovamento di documenti d'archivio. Negli ultimi anni fu attivo anche a Napoli e a Milano.